# Mauricio Garza
Mauricio Garza Ferrigno (Monterrey, Nuevo León, 5 de mayo de 1992) es un actor y comediante mexicano de cine y televisión, conocido por sus participaciones en series y telenovelas para distintas cadenas de televisión; destaca mayormente por interpretar al personaje de Francisco  en la serie de comedia 40 y 20.

## Biografía
Realizó sus primeras incursiones en 2003 a los 11 años en el programa infantil Código F.A.M.A..
Comenzó su carrera artística a los quince años en pequeños papeles en series como La rosa de Guadalupe o Amar de nuevo.
En 2012 participó en la serie Capadocia, producción que fue un parteaguas al inicio de su carrera.
En 2015 realiza una participación especial en la serie El Señor de los Cielos.
En 2016 se integra al elenco principal de la serie de comedia 40 y 20 producción de Televisa a lado de Jorge Van Rankin y Michelle Rodríguez. En 2021 participó en el programa “Quién es la máscara” representando a Brócoli.

### Vida personal
Estudió Comunicación y Artes Escénicas. Actuó en Betty en NY de Telemundo internacional dándole vida al personaje de "Nicolás Ramos" en 2019.

## Filmografía

### Televisión
| Año       | Título                         | Personaje                                | Nota                           |
| --------- | ------------------------------ | ---------------------------------------- | ------------------------------ |
| 2003      | Código F.A.M.A                 | Él mismo                                 | Concursante                    |
| 2009      | La rosa de Guadalupe           | Uriel                                    | Debut en televisión            |
| 2011      | Amar de nuevo                  |                                          | Reparto                        |
| 2012      | La rosa de Guadalupe           | Camilo/Mauricio                          |                                |
| 2012      | Capadocia                      | Max                                      | Episodio: Ovejas y lobos       |
| 2013      | La Patrona                     | Lucas Guillen / Extra con bigote         | Recurrente                     |
| 2013      | Niñas mal                      | Julio Julito César Ahumada               | Principal                      |
| 2014      | Me caigo de risa               | El mismo                                 |                                |
| 2014      | El Mariachi                    | José Aníbal 'El Chepe'                   | Recurrente                     |
| 2015      | El Señor de los Cielos         | Fabricio Varón 'El Chef'                 | Participación especial         |
| 2016      | Entre correr y vivir           | Ricardo Rodríguez de la Vega             | Recurrente                     |
| 2016      | La candidata                   |                                          |                                |
| 2016-2020 | 40 y 20                        | Francisco Antonio "Fran" Cossio Espinoza | Principal                      |
| 2018      | Reto 4 elementos               | Él mismo                                 |                                |
| 2019      | Miembros al aire               | Él mismo                                 |                                |
| 2019      | Betty en NY                    | Nicolás Ramos                            | Principal                      |
| 2021      | ¿Quién es la máscara?          | El Brócoli                               | Un episodio / Primer Eliminado |
| 2021-2022 | Parientes a la fuerza          | Tomas Cruz                               |                                |
| 2022      | ¿Qué dicen los famosos?        | Él mismo                                 |                                |
| 2023      | Máscara contra caballero       | Jaime                                    | Recurrente                     |
| 2023-2024 | La casa de los famosos: México | Él mismo                                 | Conductor digital              |
| 2024      | El juego de las llaves         |                                          |                                |
| 2024      | Ligeramente diva               | Daniel                                   |                                |
| 2024      | LOL: Last One Laughing MX      | Él mismo                                 |                                |

### Cine
| Año  | Título      | Personaje | Nota          |
| ---- | ----------- | --------- | ------------- |
| 2015 | Los jefes   | El Diablo | Debut en cine |
| 2017 | Post Mortem | Marco     |               |